# Campeonato Soviético de Xadrez de 1972
O Campeonato Soviético de Xadrez de 1972 foi a 40ª edição do Campeonato de xadrez da URSS, realizado em Bacu, de 16 de novembro a 19 de dezembro de 1972. A competição foi vencida por Mikhail Tal. Semifinais ocorreram nas cidades de Cheliabinsk, Kaliningrad, Odessa e Uzhgorod.

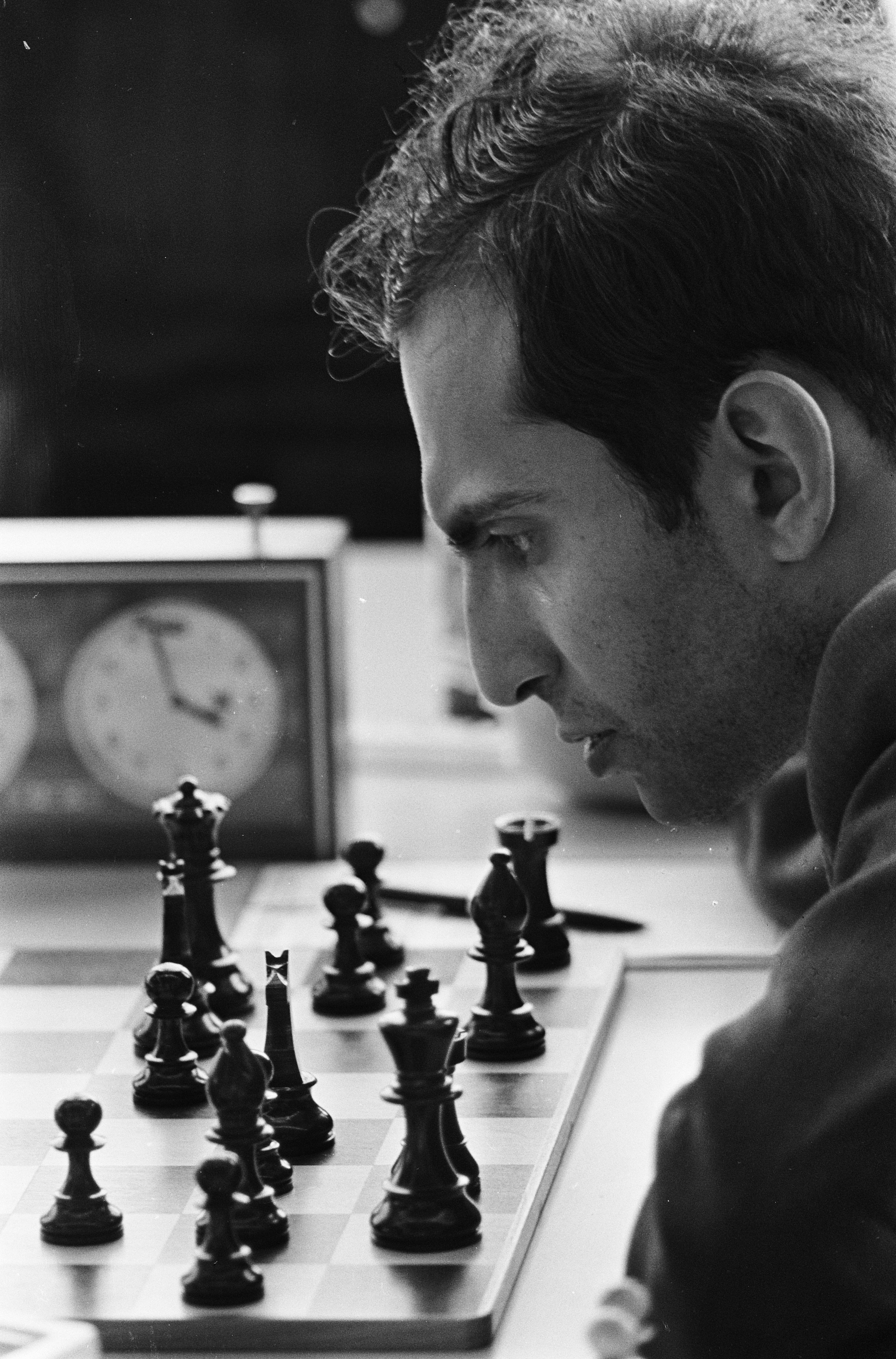
Mikhail Tal

## Tabela e resultados
| N° | Jogador                | 1 | 2 | 3 | 4 | 5 | 6 | 7 | 8 | 9 | 10 | 11 | 12 | 13 | 14 | 15 | 16 | 17 | 18 | 19 | 20 | 21 | 22 | Total |
| -- | ---------------------- | - | - | - | - | - | - | - | - | - | -- | -- | -- | -- | -- | -- | -- | -- | -- | -- | -- | -- | -- | ----- |
| 1  | Mikhail Tal            | - | ½ | ½ | 1 | 1 | ½ | 1 | ½ | 1 | ½  | ½  | ½  | ½  | ½  | 1  | 1  | ½  | ½  | 1  | ½  | 1  | 1  | 15    |
| 2  | Vladimir Tukmakov      | ½ | - | ½ | 0 | ½ | 0 | ½ | ½ | 1 | 0  | 1  | 1  | ½  | ½  | 1  | ½  | ½  | 1  | 1  | 1  | ½  | 1  | 13    |
| 3  | Gennadi Kuzmin         | ½ | ½ | - | ½ | 1 | ½ | ½ | ½ | 1 | ½  | 1  | 0  | 1  | ½  | ½  | 0  | ½  | 1  | 1  | ½  | ½  | ½  | 12½   |
| 4  | Vladimir Savon         | 0 | 1 | ½ | - | ½ | ½ | 1 | ½ | ½ | 1  | ½  | ½  | ½  | ½  | ½  | ½  | 1  | 0  | ½  | 1  | ½  | 1  | 12½   |
| 5  | Mikhail Mukhin         | 0 | ½ | 0 | ½ | - | 1 | ½ | ½ | ½ | ½  | ½  | 1  | ½  | ½  | 1  | 1  | 1  | ½  | 1  | ½  | ½  | ½  | 12½   |
| 6  | Evgeni Vasiukov        | ½ | 1 | ½ | ½ | 0 | - | 1 | 1 | ½ | 0  | 0  | 1  | 1  | 1  | 0  | 1  | 0  | 0  | ½  | ½  | ½  | 1  | 11½   |
| 7  | Yuri Balashov          | 0 | ½ | ½ | 0 | ½ | 0 | - | 1 | ½ | 1  | 1  | ½  | ½  | 1  | ½  | ½  | ½  | 1  | ½  | 1  | 0  | ½  | 11½   |
| 8  | Vladimir Bagirov       | ½ | ½ | ½ | ½ | ½ | 0 | 0 | - | 1 | ½  | ½  | ½  | ½  | ½  | ½  | 1  | ½  | ½  | ½  | 1  | 1  | 0  | 11    |
| 9  | Semyon Furman          | 0 | 0 | 0 | ½ | ½ | ½ | ½ | 0 | - | 1  | 0  | ½  | ½  | 1  | 1  | 1  | 1  | ½  | ½  | ½  | 1  | ½  | 11    |
| 10 | Ratmir Kholmov         | ½ | 1 | ½ | 0 | ½ | 1 | 0 | ½ | 0 | -  | 1  | ½  | 0  | ½  | 0  | 1  | ½  | 1  | ½  | ½  | ½  | ½  | 10½   |
| 11 | Anatoly Lein           | ½ | 0 | 0 | ½ | ½ | 1 | 0 | ½ | 1 | 0  | -  | ½  | ½  | 1  | ½  | 1  | ½  | ½  | ½  | 0  | ½  | 1  | 10½   |
| 12 | Yuri Razuvaev          | ½ | 0 | 1 | ½ | 0 | 0 | ½ | ½ | ½ | ½  | ½  | -  | ½  | ½  | ½  | ½  | 1  | ½  | 0  | ½  | ½  | 1  | 10    |
| 13 | Albert Kapengut        | ½ | ½ | 0 | ½ | ½ | 0 | ½ | ½ | ½ | 1  | ½  | ½  | -  | ½  | 1  | 0  | ½  | ½  | 0  | ½  | ½  | ½  | 9½    |
| 14 | Roman Dzindzichashvili | ½ | ½ | ½ | ½ | ½ | 0 | 0 | ½ | 0 | ½  | 0  | ½  | ½  | -  | 1  | 0  | ½  | 0  | ½  | 1  | 1  | 1  | 9½    |
| 15 | Leonid Shamkovich      | 0 | 0 | ½ | ½ | 0 | 1 | ½ | ½ | 0 | 1  | ½  | ½  | 0  | 0  | -  | ½  | ½  | 1  | ½  | 1  | ½  | ½  | 9½    |
| 16 | David Bronstein        | 0 | ½ | 1 | ½ | 0 | 0 | ½ | 0 | 0 | 0  | 0  | ½  | 1  | 1  | ½  | -  | ½  | ½  | ½  | ½  | 1  | 1  | 9½    |
| 17 | Eduard Gufeld          | ½ | ½ | ½ | 0 | 0 | 1 | ½ | ½ | 0 | ½  | ½  | 0  | ½  | ½  | ½  | ½  | -  | 1  | ½  | ½  | ½  | 0  | 9     |
| 18 | Karen Grigorian        | ½ | 0 | 0 | 1 | ½ | 1 | 0 | ½ | ½ | 0  | ½  | ½  | ½  | 1  | 0  | ½  | 0  | -  | 0  | ½  | ½  | 1  | 9     |
| 19 | Valery Zilberstein     | 0 | 0 | 0 | ½ | 0 | ½ | ½ | ½ | ½ | ½  | ½  | 1  | 1  | ½  | ½  | ½  | ½  | 1  | -  | ½  | 0  | 0  | 9     |
| 20 | Nukhim Rashkovsky      | ½ | 0 | ½ | 0 | ½ | ½ | 0 | 0 | ½ | ½  | 1  | ½  | ½  | 0  | 0  | ½  | ½  | ½  | ½  | -  | 1  | 1  | 9     |
| 21 | Valery Zhidkov         | 0 | ½ | ½ | ½ | ½ | ½ | 1 | 0 | 0 | ½  | ½  | ½  | ½  | 0  | ½  | 0  | ½  | ½  | 1  | 0  | -  | ½  | 8½    |
| 22 | Lev Alburt             | 0 | 0 | ½ | 0 | ½ | 0 | ½ | 1 | ½ | ½  | 0  | 0  | ½  | 0  | ½  | 0  | 1  | 0  | 1  | 0  | ½  | -  | 7     |